# Pseudospora
Pseudospora — рід грибів. Назва вперше опублікована 1865 року.

## Класифікація
Згідно з базою MycoBank до роду Pseudospora відносять 10 офіційно визнаних видів:
- Pseudospora aculeata
- Pseudospora bacillariacearum
- Pseudospora cienkowskiana
- Pseudospora leptoderma
- Pseudospora maligna
- Pseudospora maxima
- Pseudospora myzocytioides
- Pseudospora nitellearum
- Pseudospora parasitica
- Pseudospora volvocis